# 헤라사키촌
헤라사키촌(平良崎村)은 아오모리현 산노헤군에 놓여졌던 촌이다.